# Afrânio Coutinho
Afrânio dos Santos Coutinho (Salvador, 15 de março de 1911 — Rio de Janeiro, 5 de agosto de 2000) foi um professor, crítico literário e ensaísta brasileiro. Destacou-se como o principal expoente da neocrítica no Brasil, tendo produzido obras fundamentais para a teoria, crítica e historiografia literária no país, além de ter criado a Faculdade de Letras da UFRJ. Ocupou a cadeira 33 da Academia Brasileira de Letras.

## Vida[2]
Afrânio Coutinho nasceu em 15 de março de 1911 na casa dos avós maternos (Romualdo e Hermelinda dos Santos) em Salvador (Bahia). Filho do engenheiro Eurico da Costa Coutinho e de Adalgisa Pinheiro dos Santos Coutinho. Seu avô Romualdo dos Santos foi editor, livreiro e proprietário da Livraria Catilina, a mais antiga do Brasil.
Fez os estudos primários em escola pública e no Ginásio Nossa Senhora da Vitória (Irmãos Maristas) de Salvador, na Bahia (1917 a 1922). Completou o curso secundário neste mesmo Ginásio em 1925.
Formou-se em medicina na Faculdade de Medicina da Bahia em 1931 porém preferiu seguir a carreira de professor de literatura e história no curso secundário. Foi bibliotecário da Faculdade de Medicina de 1932 a 1942.
Nas décadas de 30 e 40 trabalha\ou na imprensa filiada aos franceses Daniel Rops e Jacques Maritain, autores cujas obras traduziu. Foi também professor de literatura do curso complementar em 1936 e 1937 do mesmo Ginásio Nossa Senhora da Vitória que havia sido aluno. Em 1941 foi professor catedrático de História Moderna e Contemporânea da recém-criada Faculdade de Filosofia da Bahia.
Em 1942 foi para os Estados Unidos e durante cinco anos frequentou cursos na Universidade Columbia e em outras universidades norte-americanas, aperfeiçoando-se em crítica e história literária. Em 22 de dezembro de 1946 nasceu seu filho Eduardo de Faria Coutinho em Nova Iorque. No ano seguinte regressou ao Brasil, indo morar no Rio de Janeiro.
Em 1948 inaugurou a seção "Correntes Cruzadas" no Suplemento Literário do Diário de Notícias , que manteve até 1966, debatendo problemas de crítica e teoria literária. Na Faculdade de Filosofia do Instituto Lafayete criou, em 1951, o curso de Teoria e Técnica Literária, primeira iniciativa do gênero no Brasil. Foi colaborador de vários jornais e revistas literárias em todo o país bem como no estrangeiro.
Em 1967 integrou a comissão que procedeu à organização da Faculdade de Letras da Universidade Federal do Rio de Janeiro. Em 1968 foi nomeado diretor dessa faculdade permanecendo no cargo até aposentar-se em 1981. Foi ele quem criou a Biblioteca da Faculdade de Letras, reconhecida como uma das melhores do gênero no Rio de Janeiro.
Nas décadas de 1960 e 1970, realizou inúmeras viagens para o exterior, como professor visitante em universidades dos Estados Unidos, Alemanha e da França.
Foi empossado em 20 de julho de 1962 na cadeira 33 da Academia Brasileira de Letras, pelas mãos do acadêmico Levi Carneiro.
Durante a sua vida construiu uma vasta biblioteca particular, que se tornou a base para a criação da Oficina Literária Afrânio Coutinho (OLAC) em 1979, destinada a promover estudos na área da literatura, ministrar cursos e conferências e receber escritores nacionais e estrangeiros. Hoje a Biblioteca pertence à Faculdade de Letras da UFRJ. Coordenou com J. Galante de Sousa a elaboração da Enciclopédia de Literatura Brasileira (2 vols.), obra publicada em 1990.

## Prêmios
- Medalha Anchieta, da Secretaria da Educação do Rio de Janeiro (1954).
- Prêmio Paula Brito (1956).
- Prêmio Instituto Nacional do Livro de Ensaio Literário, Crítica Literária e Linguística (1969), por sua obra A tradição afortunada.
- Prêmio Golfinho de Ouro (1980).

## Obras
- Daniel Rops e a ânsia do sentido novo da existência - ensaio (1936)
- O humanismo, ideal de vida - ensaio (1938)
- L'Exemple du métissage, in L'Homme de couleur - ensaio (1939)
- A filosofia de Machado de Assis - crítica (1940)
- Aspectos da literatura barroca - história literária (1950)
- O ensino da literatura - discurso de posse na cátedra de Literatura do Colégio Pedro II (1952)
- Correntes cruzadas - crítica (1953)
- A literatura no Brasil - 4 vols. (1955-1959)
- Da crítica e da nova crítica (1957)
- A crítica (1958)
- Euclides, Capistrano e Araripe - crítica (1959)
- Introdução à literatura no Brasil - história literária (1959)
- Machado de Assis na literatura brasileira - crítica (1960)
- Conceito de literatura brasileira - ensaio (1960)
- Brasil e brasileiros de hoje - biografia 2 vols. (1961)
- No hospital das letras - polêmica (1963)
- A polêmica Alencar-Nabuco - história literária (1965)
- Antologia brasileira de literatura - 3 vols. (1965)
- Crítica e poética - ensaio (1968)
- A tradição afortunada - história literária (1968)
- Crítica e críticos (1969)
- An introduction to literature in Brasil (1969)
- Caminhos do pensamento crítico - ensaios (1974)
- Notas de teoria literária - didática (1976)
- Universidade, instituição crítica - ensaio (1977)
- Evolução da crítica literária brasileira - história literária (1977)
- O erotismo na literatura, o caso Rubem Fonseca - crítica (1977)
- La moderna literatura brasileña (1980)
- Tristão de Athayde, o crítico - crítica (1980)
- O processo da descolonização literária - história literária (1983)
- As formas da literatura brasileira - ensaio (1984)
- Reformulação do currículo de Letras - educação (1984)
- Enciclopédia de Literatura Brasileira - 2 vols. (1990)
- Impertinências - artigos e ensaios (1990)
- Do Barroco - ensaios (1994)